# Tootsies and Tamales
Tootsies and Tamales é um filme de comédia mudo produzido nos Estados Unidos em 1919, dirigido por Noel M. Smith e com atuação de Oliver Hardy.